# گمینا شپلیشکی
گمینا شپلیشکی (به لهستانی:  Gmina Szypliszki) یک گمینا در لهستان است که در شهرستان سوواوکی واقع شده‌است. گمینا شپلیشکی ۱۵۶٫۵۵ کیلومتر مربع مساحت و ۴٬۰۰۸ نفر جمعیت دارد.